# 나카지마 켄토
나카지마 켄토(일본어: 中島健人, 1994년 3월 13일 ~ )는 일본의 가수, 배우이다. 
현재 애니메이션 <수수께끼 풀이는 저녁식사 후에> MONTAGE 주제가를 부르고 있다.

## 내력
2008년 4월, 쟈니즈 사무소에 입소. Hey! Say! JUMP의 야마다 료스케를 동경해, 스스로 응모했다.
2009년 6월 4일, 나카야마 유마 w/B.I.Shadow의 결성과 함께 CD 데뷔가 발표된다.
2009년 6월 7일, 나카야마 유마 w/B.I.Shadow와 Hey! Say! JUMP의 야마다 료스케와 치넨 유리가 합체해 NYCboys가 결성되어, 2009년 8월에 열린 《여자 배구 월드 그랑프리 2009》의 스페셜 서포터를 맡는다.
2011년 9월 29일, Sexy Zone의 결성과 함께 11월에 CD 데뷔하는 것이 발표된다.
2012년 2월 27일, 메이지 가쿠인 대학 사회학부에 AO 입시로 합격한 것을 발표.
2013년 4월 연속 드라마 『BAD BOYS J』으로 연속 드라마 첫 주연. 11월 9일 영화 『 극장판BAD BOYS J, 마지막으로 지키는 것, 』에서 영화 첫 주연.
2014년 10월 연속 드라마 『검은 옷 이야기』에서 금요일 나이트 드라마 첫 주연.
2015년 8월"Sexy Zone ABC-Z Summer Paradise in TDC"내에서 연출도 하는 첫 솔로 콘서트를 열었다.

## 학력

### 대학
- 메이지 가쿠인 대학 (사회 학부)

### 중학교・고등학교
- 스기나미 가쿠인 중학 고등 학교

## 출연

### 드라마
- 스크랩 티처~교사 재생~ (2008년 10월 ~ 12월, 닛폰 TV) - 미노베 켄토 역
- SMAP 열심히 하겠습니다!! 아무도 모르는 SMAP 이야기 (2009년 1월 31일, TV 아사히) - 기무라 타쿠야 역
- 사랑해 악마~뱀파이어 소년~ (2009년 7월 ~ 9월, 후지 TV) - 한다 히로토 역
- 팀 바티스타의 영광 제2탄 나이팅 게일의 침묵 (2009년 10월 9일, 후지 TV) - 오카베 타쿠미 역
- 소중한 것은 전부 네가 가르쳐 주었어 (2011년 1월 ~ 3월, 후지 TV) - 코다마 켄타로 역
- 태어나다. (2011년 4월 ~ 6월, TBS) - 하야시다 코지 역
- 가족의 노래 (2012년 4월 ~ 6월, 후지 TV) - 사카가미 유키오 역
- BAD BOYS J (2013년 4월 ~ 6월, 닛폰 TV) - 주연·키리키 츠카사 역
- 검은 옷 이야기 (2014년 10월 ~ 12월, TV 아사히) - 주연·오가와 아키라 역
- 쿠로사키 군의 말대로는 되지 않아 (2015년 12월 22일 ~ 23일, 닛폰 TV) - 주연·쿠로사키 하루토 역, 키시 유타와 함께 출현
- 가드센터24 광역경비지령실 (2016년 9월 16일, 일본 NTV) - 주연·시노미야 마모루 역
- 도로케이 -경시청 수사 3과- (2018년 10월 13일 일본 NTV) 주연·마타라메 츠토무 역

### 영화
- 극장판 BAD BOYS J -최후에 지킬 것- (2013년 11월 9일, 쇼게이트) - 주연·키리키 츠카사 역
- 은수저 Silver Spoon (2014년 3월 7일, 토호) - 주연·하치켄 유고 역
- 쿠로사키 군의 말대로는 되지 않아 (2016년 2월 27일, 쇼게이트) - 주연·쿠로사키 하루토 역, 키시 유타와 함께 출현
- 마음이 외치고 싶어해 (2017년 12월 7일) - 주연·사카가미 타쿠미 역
- 미성년이지만 어린애는 아냐 - 주연·츠루기 나오 역
- 니세코이: 거짓 사랑 (2018년) - 주연 이치조 라쿠 역, 키시 유타와 함께 출현

### 음악 프로그램
- 더 소년구락부 (2008년 ~ , NHK BS 프리미엄)

### 버라이어티 프로그램
- 갈릴레오 뇌연구 (2009년 11월 14일 ~ 2011년 8월 13일, TV 아사히) ※준레귤러
- Johnny's Jr. Land (2010년 10월 2일 ~ , BS 스카파)
- JMK 나카지마 켄토 러브홀리 왕자님 (2013년 7월 1일 ~ 9월 16일, 닛폰 TV)

### 무대
- ABC좌 별극장 (2012년 2월 4일~ 2월 29일, 닛세이 극장) ※noon boyz와의 교호 출연

### 성우
- 은수저 Silver Spoon (2014년 3월 6일, 후지 TV) - 게스트 출연·아오야마 역

### 콘서트
- SUMMARY 2008 (2008년 8월 2일 ~ 9월 5일, 오다이바·아오미 J 지구 특설 회장 〈Johnnys Theater〉)
- 포럼 신기록!! 자니즈 Jr. 1일 4공연 하자! 콘서트 (2009년 6월 7일, 도쿄 국제 포럼)
- SUMMARY 2010 (2010년 7월 19일 ~ 8월 29일, 도쿄 돔 시티·JCB홀)
- 연말 YOUNG 동서가합전!~동서Jr.대집합2010!~ (2010년 11월 26일 ~ 27일, NHK홀)
- SUMMARY 2011 (2011년 8월 7일 ~ 9월 25일, 도쿄 돔 시티 홀·도쿄 돔·쿄세라 돔)
- Sexy Zone A.B.C-Z Summer Paradise in TDC『Love Ken TV』（2015년 8월 7일 ~ 10일, 도쿄 돔 시티 홀)
- Summer Paradise 2016『#Honey♡Butterfly』（2016년 8월 3일 ~ 5일, 23일 ~ 25일, 도쿄 돔 시티 홀)

## 솔로곡
- Teleportation
  - 앨범 《one Sexy Zone》에 수록.
- CANDY〜Can U be my BABY〜 ※작사
  - 싱글 〈바이바이Du바이~See you again~/A MY GIRL FRIEND〉에 수록.
- LOVE風 / LOVE풍 ※작사
  - 싱글 〈남자 never give up〉에 수록.
- FOREVER L
  - Sexy Zone のシングル(싱글)『컬러풀 Eyes』(カラフル Eyes) 2015 12월

## 같이 보기
- 나카야마 유마 w/B.I.Shadow